# Berberis kasgarica
Berberis kasgarica là một loài thực vật có hoa trong họ Hoàng mộc. Loài này được Rupr. mô tả khoa học đầu tiên năm 1869.